# Kolumban Reichlin
Pour les articles homonymes, voir Reichlin.
Kolumban Reichlin, né Thomas Reichlin le 2 mars 1971, est un prêtre catholique suisse. Depuis le 1er octobre 2021, il exerce la fonction d'aumônier de la Garde suisse pontificale.

## Biographie
Kolumban Reichlin, né Thomas Reichlin le 2 mars 1971, a grandi dans le village de Steinerberg. Il obtient sa maturité dans le canton de Schwytz à 18 ans.
En 1991, Thomas Reichlin entre au monastère bénédictin d'Einsiedeln et prend le nom de Kolumban. Il étudie en partie la théologie au séminaire de l'abbaye Saint-Meinrad dans l'Indiana aux États-Unis. Après avoir été ordonné prêtre en 1997 à Einsiedeln, il étudie l'histoire et la liturgie à Berne, à l’université de Fribourg et à Rome.
En 2009, Kolumban Reichlin reçoit la responsabilité du prieuré de Sankt Gerold dans le Vorarlberg autrichien qu'il exerce jusqu'en 2020.

### Aumônier de la Garde suisse pontificale
Le 1er septembre 2021, Kolumban Reichlin est nommé aumônier de la Garde suisse pontificale par le pape François. Succédant à Thomas Widmer qui occupait cette fonction depuis 2015, Kolumban Reichlin entre en fonction le 1er octobre 2021. Il exerce effectivement sa fonction depuis le 16 octobre 2021, date de son accueil avec les honneurs militaires à la caserne de la Garde suisse au Vatican sous le commandement du colonel Christoph Graf.
Au sein de la garde pontificale, son rôle consiste essentiellement en l'accompagnement et l'éducation spirituels des gardes suisses.